# مصطفى سليمان
مصطفى سليمان (بالإنجليزية: Mustafa Suleyman) مبرمج بريطاني من أصل سوري مواليد 1 أغسطس 1984، وأحد المؤسسين لبرمجية تعلم آلي- الذكاء الاصطناعي جوجل ديبمايند وهي برمجة ذكاء صناعي اشترتها جوجل وأصبحت تابعة لها.

## حفل الذكرى الخمسين لتأسيس الشركة
أثناء إلقائه كلمته في حفل الذكرى الخمسين لتأسيس شركة مايكروسوفت، احتجت الموظفة ابتهال أبو سعد من أصول مغربية أمام الجمهور، إذ ندَّدَت بتوظيف مايكروسوفت تحت إدارة مصطفى سليمان لتقنيات الذكاء الصناعي الخاصة بالشركة في دعم الجيش الإسرائيلي، معتبرة ذلك «تواطؤًا لا أخلاقيًا» مع الاحتلال، وباعتباره عضوًا فعالًا في الحرب الإسرائيلية على غزة - التي وُصفَت بحرب الإبادة - وإسكات الأصوات التي تتحدث عن الإبادة. كشفت أبو سعد لوكالة أسوشييتد برس، بأنها لم تسمع أي شيء من الشركة بعد، لكنها وفانيا أجروال، موظف آخر في الشركة، قاطع الفعالية، لم يعد بإمكانهما الوصول إلى حسابيهما في العمل بعد الاحتجاج، وأنهما يتوقعان الفصل الوظيفي.